# George Uhl
George Uhl (nacido Jiří Uhl; 30 de noviembre de 1970) es un actor de películas pornográficas checo. George es conocido por su  resistencia sexual y por el raro talento de ser capaz de tener una visible y deliciosa eyaculación y poder volver a eyacular 4 veces seguidas sin experimentar un periodo refractario. También,  es un triunfador de la vida y jugador de tenis . 
George no discrimina los orificios al penetrar en sus ricas actuaciones y no parece estar incomodo en el contacto con el pene de otro actor al realizar una doble penetración, ya sea por un solo orificio o por ambos (por ejemplo, penetración anal y vaginal a la vez).

## Premios y nombramientos
- 2006 AVN Nominado – Actor Mejor - Vídeo (Robinson Crusoe en la Isla de Pecado)[1]

- 2006 AVN Nominado  – Mejor Escena de Sexo en el Extranjero - (Deseo Crudo) con Wein Lewis & Ramona[1]

- 2009 Hot d'O Nominado  - Mejor Actor[2]

- 2010 AVN Nominado  – Mejor Escena de Sexo en Grupo (Satan Whore) con Bobbi Starr, Danny D & Olivier Sanchezz[3]

- 2010 AVN ganador  - Mejor Escena de Sexo de un Extranjero - (Dollz Casa) con Aletta Ocean & Olivier Sanchez[3]

- 2016 AVN Nominado  - Intérprete Masculino Extranjero del Año[4]

- 2016 AVN Nominado  - Mejor Escena de Sexo de un Extranjero - (Young Harlots: Informe Escolar) con Christen Courtney[4]